# 小灰頭稚冠雉
，是一種鳳冠雉科的大型鳥類。牠們棲息在熱帶及亞熱帶的環境，由美國德克薩斯州瑞歐格蘭山谷（Rio Grande Valley）叢林至哥斯達黎加的最北部。另外在中美洲也有一個群落，分佈在墨西哥近太平洋的低地叢林至尼加拉瓜北部。

## 特徵
小灰頭稚冠雉長56厘米及重650克。牠們的頸長及頭細，喉嚨沒有羽毛。成鳥的頭部及頸部是灰色的，身體及雙翼都呈深橄欖褐色。下腹部是淡色至淡白色，尾巴黑色，有綠色光澤，尖端白色。牠們的瞳孔褐色，喙黑色。眼眶皮膚及雙腳是深灰色的。

## 行為
小灰頭稚冠雉棲息在熱帶森林，散佈在叢林及大草原間。牠們一般以15隻群居，遇到威脅時會逃跑或在樹叢間跳動。
小灰頭稚冠雉會在樹上或地上吃果實、種子、葉子及花朵。
小灰頭稚冠雉一般會在雨季繁殖。牠們的巢是以樹枝及植物纖維組成，並以葉子包圍。牠們每次會生2-4顆蛋，蛋表面粗糙，呈白色至奶白色。

## 保育
現時約有50-500萬隻小灰頭稚冠雉。牠們並未受到威脅。在洪都拉斯Útila島的亞種O. v. deschauenseei有時會被認為已經滅絕，但最近發現牠們仍然生存。

## 分類
在墨西哥南部至哥斯達黎加的白腹稚冠雉以往被認為是小灰頭稚冠雉的亞種，但現已確認是獨立的物種。

## 外部連結
- BirdLife Species Factsheet （页面存档备份，存于）
- 小灰頭稚冠雉的郵票 （页面存档备份，存于）
- Internet Bird Collection
- 小灰頭稚冠雉的相片 （页面存档备份，存于）